# Victor Vlad Cornea
Victor Vlad Cornea (Sibiu; 24 de septiembre de 1993) es un tenista rumano.
Cornea su ranking ATP más alto de singles fue el número 786, logrado el 22 de julio de 2015. Su ranking ATP más alto de dobles fue el número 64, logrado el 19 de febrero de 2024.

## Títulos Challenger; 13 (0 + 13)
| Leyenda             | Individuales | Dobles |
| ------------------- | ------------ | ------ |
| ATP Challenger Tour | 0            | 13     |

### Dobles
| N.º | Fecha      | Torneo              | Superficie    | Compañero            | Oponentes en la final                   | Resultado           |
| --- | ---------- | ------------------- | ------------- | -------------------- | --------------------------------------- | ------------------- |
| 1.  | 28.08.2021 | Praga               | Tierra batida | Petros Tsitsipas     | Martin Krumich Andrew Paulson           | 6-3, 3-6, [10-8]    |
| 2.  | 22.01.2022 | Forli III           | Dura (i)      | Fabian Fallert       | Jonáš Forejtek Jelle Sels               | 6-4, 6-7(6), [10-7] |
| 3.  | 19.02.2022 | Forli IV            | Dura (i)      | Fabian Fallert       | Antonio Šančić Igor Zelenay             | 6–4, 3–6, [10–7]    |
| 4.  | 27.08.2022 | Praga II            | Tierra batida | Andrew Paulson       | Adrian Andreev Murkel Dellien           | 6-3, 6-1            |
| 5.  | 05.11.2022 | Yokohama            | Dura          | Ruben Gonzales       | Tomoya Fujiwara Masamichi Imamura       | 7-5, 6-3            |
| 6.  | 07.01.2023 | Oeiras Indoor       | Dura (i)      | Petr Nouza           | Jonathan Eysseric Pierre-Hugues Herbert | 6-3, 7-6(5)         |
| 7.  | 21.01.2023 | Tenerife            | Dura          | Sergio Martos Gornés | Patrik Niklas-Salminen Bart Stevens     | 6-3, 6-4            |
| 8.  | 25.02.2023 | Rovereto            | Dura (i)      | Franko Škugor        | Vladyslav Manafov Oleg Prihodko         | 6-7(3), 6-2, [10-4] |
| 9.  | 01.04.2023 | San Remo            | Tierra batida | Franko Škugor        | Nikola Ćaćić Marcelo Demoliner          | 6-2, 6-3            |
| 10. | 22.04.2023 | Oeiras              | Tierra batida | Franko Škugor        | Marcelo Demoliner Andrea Vavassori      | 7-6(2), 7-6(4)      |
| 11. | 23.03.2024 | Murcia              | Tierra batida | Théo Arribagé        | Arjun Kadhe Jeevan Nedunchezhiyan       | 7-5, 6-1            |
| 12. | 11.05.2024 | Francavilla al Mare | Tierra batida | Théo Arribagé        | Sander Arends Matwé Middelkoop          | 7-6(1), 7-6(7)      |
| 13. | 31.08.2024 | Como                | Tierra batida | Denys Molchanov      | Alexandru Jecan Ivan Liutarevich        | 6-2, 6-3            |